# باب النقب (مجلس إقليمي)
مَجْلِسُ بَابِ النَّقَبِ الإقْلِيمِيُّ (بالعبرية: מועצה אזורית שער הנגב‏) مجلسٌ إقليميٌّ إسرائيليٌّ أحدثه الاحتلال في أقصى شمال غرب النقب. تقع أراضيه في قضاء غزة المحتل، وهي اليوم خاضعة لإدارة المنطقة الجنوبية. يحيط الإقليم بالزاوية الشمالية الشرقية لقطاع غزة ويطوّق كليّةً مدينة سَدِيرُوت (نجد المحتلة).
يقدر عدد سكان الإقليم بنحو 6٬000 نسمة، وتبلغ مساحته أزيد من 45٬000 فدان (قرابة 180 كم 2). يبلغ متوسط ارتفاعه 180 مترا فوق مستوى سطح البحر.

## المستوطنات
في الإقليم إحدى عشرة (11) مستوطنةً، وهي عشرة قَيَابِيصَ ومَوْشبٌ واحد.
قيابيص
- برور حايل (بُرَير المحتلة)
- دوروت
- إيرز (دمرة المحتلة)
- جيبيم
- كفر غزة
- ميفلسيم
- ناحل أوز
- نير آم
- أور هنير (نجد المحتلة)
- روحاما (الجمّامة المحتلة)

مواشب
- ياخيني (المحرَّقة المحتلة)

مؤسسات تربوية
- إيبيم

مواقع تاريخية
- شكميم[3][4]